# 3R
Le groupe des 3R pour « Retour, Réclamation et Réhabilitation » est un groupe rebelle centrafricain créé fin 2015 par d'anciens sélékas pour assurer la protection de la communauté peule contre les attaques des anti-balaka,. Jusqu'en 2020, le groupe est sous le commandement du général autoproclamé Sidiki Abass. Il se dissout le 10 juillet 2025 dans le cadre d'un accord de paix négocié avec le gouvernement et d'autres mouvements armés.

## Géographie
Les 3R sont présents dans les préfectures de Nana-Mambéré, Ouham-Pendé (sous-préfectures de Bocaranga et de Koui), Lim-Pendé (en) et Mambéré-Kadéï, dans le nord-ouest du pays.

## Histoire

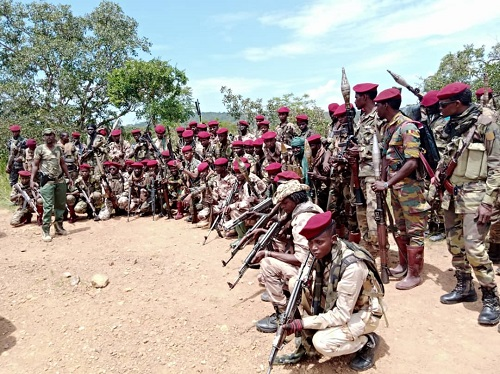
Rebelles de la faction armée des 3R en 2021.

Le groupe des 3R a attaqué au moins treize villages dans la sous-préfecture de Koui entre novembre 2015 et novembre 2016. En novembre 2015, ils ont notamment attaqué Boumari.
En avril et mai 2016, les 3R ont multiplié les attaques contre des villages de la sous-préfecture de Koui. Le 27 septembre, le 3R a attaqué la ville de Koui, capitale de la sous-préfecture, qui compte environ 20 000 habitants, ainsi que plusieurs autres villages de la région.
Dans la même zone, autour de Bocaranga, sévissent des anti-balaka sous le commandement du général auto-proclamé Abbas Rafal.
Un porte-parole des 3R se fait appeler Bashir et le secrétaire général du groupe se nomme Patrick Gombado. 
La presse centrafricaine l'accuse d'être soutenu par des grands propriétaires de bétail des pays limitrophes (Cameroun, Tchad et Nigeria) qui l'utilisent pour assurer la protection de leurs troupeaux en transhumance sur le territoire centrafricain.
Le 15 ou le 17 décembre 2020, le mouvement fusionne avec cinq autres groupes dans la Coalition des patriotes pour le changement,.
Le 18 décembre 2020 ou le 25 mars 2021, Sidiki Abass (en) succombe à ses blessures reçues lors des combats de Bossembélé le 16 novembre 2020. Il est remplacé par le « général » Sembé Bobo (ou Bobbo),,, qui est le petit frère de Baba Laddé.
Le 14 novembre 2021, 12 civils sont tués et 8 autres blessés dans la préfecture de la Lim-Pendé (en). Le groupe des 3R est accusé par la MINUSCA d'avoir mené cette attaque. Le 29 novembre, deux attaques ont lieu dans les villages de Boy-Ngou et Kaïta de la même préfecture (sous-préfecture de Bocaranga). Les 3R sont aussi accusé d'être responsable de ces attaques qui font 33 morts.
Le 25 avril 2022, le procès de trois membres des 3R (Issa Sallet Adoum, Yaouba Ousmane et Mahamat Tahir) accusés du massacre en mai 2019 de 46 civils dans des villages du nord-ouest de la Centrafrique (Koundjili (en) et Lemouna) s'ouvre devant la Cour pénale spéciale (de) pour « meurtres et tortures, autres atteintes à la dignité des personnes, notamment [...] traitements inhumains et autres actes dégradants ». Le 31 octobre, Adoum est condamné à la perpétuité et ses deux co-accusés à 20 ans de prison. Le 21 juillet 2023, la peine d'Adoum est réduite en appel à 30 ans de prison. 
Le 21 décembre 2023, une vingtaine de civils sont massacrés à Nzakoundou, un village de la sous-préfecture de Ngaoundaye. Aucun groupe ne revendique l'attaque mais la population locale accuse les 3R d'en être les auteurs. 
Un accord de paix est conclu le 19 avril 2025 entre le gouvernement centrafricain et les groupes armés 3R et Unité pour la paix en Centrafrique. Ils se dissolvent le jeudi 10 juillet 2025 au cours d'une cérémonie organisée à Bangui en présence de nombreuses personnalités.